# Châu Hòa
Châu Hòa là một xã thuộc tỉnh Vĩnh Long, Việt Nam.

## Địa lý
Xã Châu Hòa có vị trí địa lý:
- Phía đông giáp xã Mỹ Chánh Hòa.
- Phía tây giáp xã Lương Hòa.
- Phía nam giáp xã Giồng Trôm.
- Phía bắc giáp các xã Châu Hưng, Lộc Thuận và Thạnh Trị, ranh giới là sông Ba Lai.

Xã Châu Hòa có diện tích 52,05 km², dân số năm 2025 là 28.425 người, mật độ dân số đạt 546 người/km².

## Lịch sử
Ngày 16 tháng 6 năm 2025, Ủy ban Thường vụ Quốc hội ban hành Nghị quyết số 1687/NQ-UBTVQH15 về việc sắp xếp các đơn vị hành chính cấp xã của tỉnh Vĩnh Long năm 2025. Theo đó, sắp xếp toàn bộ diện tích tự nhiên, quy mô dân số của các xã Châu Hòa, Châu Bình và Lương Quới thành xã mới có tên gọi là xã Châu Hòa.
Sau khi sáp nhập, xã Châu Hòa có 52,05 km² diện tích tự nhiên và dân số 28.425 người.